# Gerderest
Gerderest es una comuna francesa de la región de Nueva Aquitania en el departamento de Pirineos Atlánticos. Esta localidad incluye a las pedanías de Bazelet, Haginat, Molou y Vigneau.
El topónimo Gerderest fue mencionado por primera vez en el año 1154 con el nombre de Gerderes.

## Demografía
| 273 | 249 | 257 | 256 | 305 | 296 | 347 | 329 | 340 | 338 | 311 | 307 | 273 | 264 | 244 | 259 | 275 | 257 | 258 | 250 | 230 | 204 | 191 | 200 | 186 | 148 | 131 | 120 | 104 | 103 | 106 | 124 | 108 | 122 |
| Para los censos de 1962 a 1999 la población legal corresponde a la población sin duplicidades (Fuente: INSEE [Consultar]) |     |     |     |     |     |     |     |     |     |     |     |     |     |     |     |     |     |     |     |     |     |     |     |     |     |     |     |     |     |     |     |     |     |